# Kommuneplan
En kommuneplan er betegnelsen på en samlet plan, som den stedlige kommunalbestyrelse udarbejder for kommunen.

## Lovgrundlag
Kommuneplaner blev indført ved lov om kommuneplanlægning (vedtaget 1975, ikrafttrådt 1. februar 1977) som afløser for tidligere tiders dispositionsplaner. Det blev ved loven gjort til en forpligtelse, at de nye kommuner, der fremstod efter kommunalreformen 1970 skulle lade udarbejde en sådan helhedsplan, der herefter skulle være grundlag for udarbejdelsen af de ved samme lov indførte lokalplaner.

## Kommuneplaners indhold
Kommuneplanen skulle være en samlet rammeplan for arealanvendelsen i en given kommune og indeholde oplysninger om de tilsigtede tiltag inden for blandt andet:
- arealers fordeling efter anvendelse i hovedtræk (boligområder, forretningsområder, industriområder, grønne områder, områder for tekniske anlæg, sommerhusområder med videre),
- den forudsete betjening af befolkningen med offentlige institutioner (vuggestuer, børnehaver, fritidshjem, skoler, plejehjem, biblioteker, sports- og idrætsanlæg og så fremdeles),
- betjeningen med forretninger (dagligvarer, udvalgsvarer),
- hovedtrækkene i vejnet og stinet,
- bedstemmelser bebyggelsens placering, udformning og materialer,
- bevaring af bygninger og landskabstræk,
- sikring af friarealer,
- beliggenheden af fællesanlæg og deres betjeningsområder.

Desuden kunne kommuneplanen indeholde oplysninger om forudsætningerne for dens indhold:
- lovgrundlaget og kommunalbestyrelsens sagsbehandling,
- det hidtidige byplanarbejde,
- befolkningsfremskrivninger fordelt på aldersgrupper,
- overordnet planlægning (regionplan, landsplandirektiver, planlagte hovedveje),
- andre bebyggelsesregulerende forhold (støjzoner omkring flyvepladser med mere),
- fredninger og byggelinjer i henhold til naturfredningsloven,
- fredsskovområder,
- sanerings- og byfornyelsesområder i henhold til saneringsloven, senere byfornyelsesloven,
- erhvervsrummelighed og arbejdspendling,
- oplysninger om handelsomsætningens størrelse fordelt på delområder
- kommunens økonomiske forhold (investeringsmuligheder).

Kommuneplanerne var kendetegnede ved, at de ulige delområder (bydele eller byområder i kommuner med flere bydannelser) hver fik deres særlige behandling.

## Udarbejdelse af kommuneplaner
Da de første kommuneplaner blev udarbejdet – og siden ved alle større ændringer af kommuneplanen – har der været lavet et arbejde, som skulle sikre den bredest mulige forståelse for og støtte til kommuneplanens udformning. Dette skulle sikres ved størst mulig åbenhed om planarbejdet og tillige ved tilskyndelse til befolkningens aktive medvirken.

### Borgerinddragelse
Blandt formålene med at udarbejde kommuneplaner var og er, at offentligheden i videst muligt omfang skal inddrages i arbejdet med udformningen af vores omgivelser. Kommuneplaner kan indeholde skitseforslag til, hvordan et område må benyttes eller et planlagt projekt konkret skal udføres.

### §15-rammer
Det blev ved kommuneplanlovens vedtagelse bestemt, at tilsvarende rammebestemmelser, som den endelige kommuneplan skulle indeholde, midlertidigt kunne sættes i kraft ved kommuneplanlovens §15.

### §6-redegørelse
Det blev ved kommuneplanlovens vedtagelse bestemt, at kommunalbestyrelsen forud for kommuneplanens udarbejdelse skulle tilstræbe at inddrage kommunens borgere i udformningen heraf. Som et led heri skulle der udarbejdes en redegørelse i henhold til lovens §6, der skulle fremstille de valgmuligheder og begrænsninger, der forelå for planens udformning. Man skulle heri tillige beskrive hovedtrækkene i kommuneplanens forudsætninger. Som et led i denne virksomhed skulle der tillige afholdes borgermøder og gives befolkningen mulighed for i arbejdsgrupper selv at gennemdrøfte muligheder og forslag og dels ytre sig om kommunalbestyrelsens forslag, dels give egne forslag til kommuneplanens udformning, herunder for emner som måtte have undgået kommunalbestyrelsens opmærksomhed.

## Retsvirkninger
Kommuneplaner har delvis retsvirkning, idet der i de rammebestemmelser for hvert delområde, der indgår som en del af planen, er fastsat retningslinjer for den fremtidige virksomhed, herunder ved udarbejdelsen af lokalplaner for de enkelte steder. Disse retningslinjer angiver som hovedregel:
- arealets overordnede anvendelse,
- bebyggelsesprocent,
- bebyggelsens største højde,
- andre særlige hensyn, som skal iagttages, for eksempel bygningsbevaringshensyn.

## Gyldighed
Kommuneplaner skulle have gyldighed i 12 år ad gangen og derefter underkastes en granskning med henblik på eventuel revision.